# Pruner de Damasc
El pruner de Damasc o la prunera de Damasc, dit també pruner damasquí/damascè, prunera damasquina/damascena, aranyoner major o prunera silvestre dona prunes de color blava ombrívola. El seu fruit, de petit calibre, és ensucrat i acidulat, es consumeix assecat o en melmelada. Serveix també a confeccionar aiguardent.
Aquesta espècie és font de discòrdia entre els botànics. Per a la major part es tracta d'una subespècie de la prunera europea i la designen doncs per Prunus domestica subsp. insititia. Per a altres, es tracta d'una altra espècie : Prunus insititia.

## Varietats
Nombrosos sotacultivars de pruneres són branques de la prunera de Damasc :
- el mirabellier
- el damassinier
- el quetschier
- el prunier d'Ente
- el prunier Sainte Catherine

## Història
La llegenda diu que els croats que van tornar derrotats de Damasc a Síria van tornar amb una varietat anomenada pruna de Damasc. Els criticaren llavors, dient que hi havien anat "per prunes", una expressió que significa "per poc" o fins i tot "per no res".
Champlain i els pares Recol·lectes van introduir la prunera de Damasc a Nova França al S. XVII. La seva cultura es va difondre en vorada del riu Sant Llorenç i d'ençà d'aquella època la mirabel, la Reina Clàudia, la damasc porpra i la vas damasc groga hi són molt populars.
A França, és el Senyor de Saffres que tornant de croada va portar pruneres dites pruneres grogues de Santa Catarina. Encara avui n'hi ha a Vitteaux.
A prop de Vitteaux, el poble molt antic de Prenois (el nom del qual ve de pruna) porta les prunes negres a l'escut i posseeix encara pruneres molt velles l'edat de les quals no se sap.